# BD Wong
BD Wong, pseudonimo di Bradley Darryl Wong (San Francisco, 24 ottobre 1960), è un attore statunitense di origini cinesi.
Noto soprattutto per aver interpretato il dottor Henry Wu nel franchise di Jurassic Park.

## Biografia
Di origini cinesi, Wong è nato a San Francisco, California, da Roberta Christine Leong, un supervisore di una compagnia telefonica, e William D. Wong, un postino. Ha frequentato la Lincoln High School prima di frequentare la San Francisco State University. Il suo debutto nel mondo della recitazione inizia con la sua apparizione nello spettacolo teatrale di M. Butterfly, con la quale si è aggiudicato diversi premi: un Tony Award, un Drama Desk Award, un Outer Critics Circle Award, un Clarence Derwent Award e un Theatre World Award.
Ha avuto poi dei ruoli nelle serie televisive All-American Girl, Oz e soprattutto in Law & Order - Unità vittime speciali dove interpreta il ruolo di George Huang. Mentre nella serie televisiva Gotham, Wong fa il suo debutto nel 12º episodio della seconda stagione, nel ruolo del villain Hugo Strange. Ha anche partecipato ai film della saga Jurassic Park, Jurassic World e Jurassic World - Il regno distrutto nel ruolo del dottor Henry Wu, e Slappy - Occhio alla pinna. Ha inoltre doppiato Li Shang, un personaggio del cartone animato Disney Mulan e del suo sequel, Mulan II.
Nel 2020 riprende nuovamente il ruolo del dottor Henry Wu; con Chris Pratt, Bryce Dallas Howard, Isabella Sermon, Omar Sy, Sam Neill, Jeff Goldblum e Laura Dern, nel film Jurassic World - Il dominio di Colin Trevorrow. Le riprese sono state interrotte a causa della pandemia di COVID-19, per poi riprendere e terminare entro le previsioni.

## Vita privata
Wong è dichiaratamente omosessuale.

## Filmografia

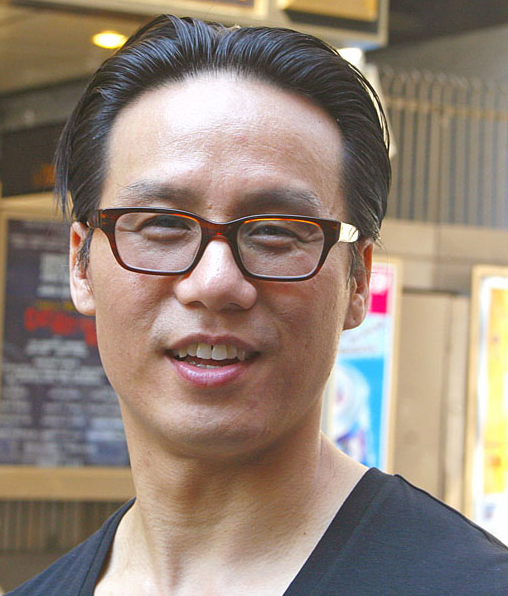
BD Wong a New York nel 2008

### Attore

#### Cinema
- Karate Kid II - La storia continua... (The Karate Kid, Part II), regia di John G. Avildsen (1986)
- Sono affari di famiglia (Family Business), regia di Sidney Lumet (1989)
- Il boss e la matricola (The Freshman), regia di Andrew Bergman (1990)
- Vediamoci stasera... porta il morto (Mystery Date), regia di Jonathan Wacks (1991)
- Il padre della sposa (Father of the Bride), regia di Charles Shyer (1991)
- The Lounge People, regia di Bradd Saunders (1992)
- Jurassic Park, regia di Steven Spielberg (1993)
- C'eravamo tanto odiati (The Ref), regia di Ted Demme (1994)
- L'ultima missione (Men of War), regia di Perry Lang (1994)
- Il padre della sposa 2 (Father of the Bride Part II), regia di Charles Shyer (1995)
- Decisione critica (Executive Decision), regia di Stuart Baird (1996)
- Sette anni in Tibet (Seven Years in Tibet), regia di Jean-Jacques Annaud (1997)
- Slappy - Occhio alla pinna (Slappy and the Stinkers), regia di Barnet Kellman (1998)
- Salton Sea - Incubi e menzogne (The Salton Sea), regia di D.J. Caruso (2002)
- Stay - Nel labirinto della mente (Stay), regia di Marc Forster (2005)
- Ira & Abby, regia di Robert Cary (2006)
- Focus - Niente è come sembra (Focus), regia di Glenn Ficarra e John Requa (2015)
- Jurassic World, regia di Colin Trevorrow (2015)
- Lo spazio che ci unisce (The Space Between Us), regia di Peter Chelsom (2017)
- Jurassic World - Il regno distrutto (Jurassic World: Fallen Kingdom), regia di Juan Antonio Bayona (2018)
- Bird Box, regia di Susanne Bier (2018)
- Jurassic World - Il dominio (Jurassic World: Dominion), regia di Colin Trevorrow (2022)
- Heart of Stone, regia di Tom Harper (2023)

#### Televisione
- Simon & Simon – serie TV, episodio 5x15 (1986)
- All-American Girl – serie TV, 18 episodi (1994-1995)
- ABC Afterschool Specials – serie TV, episodio 23x02 (1994)
- X-Files (The X-Files) – serie TV, episodio 3x19 (1996)
- Oz – serie TV, 46 episodi (1997-2003)
- L'ora della violenza 2 (The Substitute 2: School's Out), regia di Steven Pearl – film TV (1998)
- Chicago Hope – serie TV, episodio 6x06 (1999)
- Law & Order - Unità vittime speciali (Law & Order: Special Victims Unit) – serie TV, 144 episodi (2001-2015)
- Century City – serie TV, episodio 1x01 (2004)
- Awake – serie TV, 13 episodi (2012–2013)
- NCIS: New Orleans – serie TV, episodio 1x13 (2015)
- Madam Secretary – serie TV, episodi 1x21-4x14 (2015, 2018)
- Nurse Jackie - Terapia d'urto (Nurse Jackie) – serie TV, episodio 7x07 (2015)
- Mr. Robot – serie TV (2015-2019)
- Gotham – serie TV (2016-2019)
- American Horror Story – serie TV, 3 episodi (2018)
- Awkwafina è Nora del Queens (Awkwafina Is Nora from Queens) – serie TV (2020-in corso)

### Doppiatore
- Joe's Apartment, regia di John Payson (1996)
- Mulan, regia di Tony Bancroft e Barry Cook (1998)
- Kim Possible – serie animata, episodio 1x07 (2002)
- Mulan II, regia di Darrell Rooney e Lynne Southerland (2004)
- Kingdom Hearts II – videogioco (2005)
- Kingdom Hearts II: Final Mix + – videogioco (2007)
- DuckTales - serie animata, 1 episodio (2017)
- Jurassic World Evolution – videogioco (2018)
- The Flash - serie TV, episodio 6x18 (2019)

## Teatro
- M. Butterfly, di David Henry Hwang, regia di John Dexter. Eugene O'Neill Theatre di Broadway (1988)
- Face Value, di David Henry Hwang, regia di Jerry Zaks. Cort Theatre di Broadway (1993)
- You're a Good Man, Charlie Brown, colonna sonora e libretto di Clark Gesner, regia di Michael Mayer. Ambassador Theatre di Broasway (1999)
- Pacific Overtures, libretto di John Weidman, colonna sonora di Stephen Sondheim, regia di Amon Miyamoto. Studio 54 di Broadway (2004)

## Doppiatori italiani
Nelle versioni in italiano delle opere in cui ha recitato, BD Wong è stato doppiato da:
- Loris Loddi in Jurassic Park, Jurassic World, Jurassic World - Il regno distrutto, Gotham (st. 2-3)
- Marco Guadagno in Stay - Nel labirinto della mente, Mr. Robot, Awkwafina è Nora del Queens, Heart of Stone
- Mauro Gravina in L'ultima missione, Oz, Awake
- Francesco Meoni in Guerra al virus, Law & Order - Unità vittime speciali (ep. 2x20-21), Madam Secretary
- Marco Mete in Sono affari di famiglia, Slappy - Occhio alla pinna
- Luigi Ferraro in Nurse Jackie - Terapia d'urto, Lo spazio che ci unisce
- Andrea Lavagnino in American Horror Story, Jurassic World - Il dominio
- Gianni Bersanetti in Law & Order - Unità vittime speciali
- Nino Prester in Decisione critica
- Pino Ammendola ne Il padre della sposa
- Marco Bolognesi in X-Files
- Vittorio De Angelis in Sette anni in Tibet
- Massimo Corizza in Driving Academy
- Pierluigi Astore in L'ora della violenza 2
- Roberto Gammino in Focus - Niente è come sembra
- Alessio Cigliano in NCIS: New Orleans
- Simone Crisari in Bird Box
- Franco Mannella in Gotham (st. 5)

Da doppiatore è sostituito da:
- Francesco Prando in Mulan, Mulan II, DuckTales (serie animata 2017)
- Loris Loddi in Jurassic World Evolution
- Simone Mori in The Monkey King